# Мояуа-де-Эстрада
Мояуа-де-Эстрада (исп. Moyahua de Estrada) — муниципалитет в Мексике, входит в штат Сакатекас. Население 4600 человек.